# Édouard-Léon Scott de Martinville

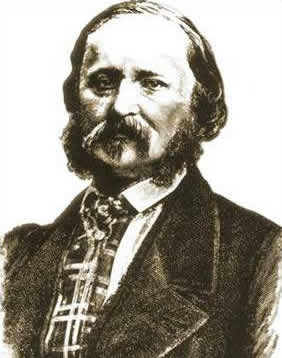
Leon Scott, der Erfinder des Phonautographen

Édouard-Léon Scott de Martinville (* 25. April 1817 in Paris; † 26. April 1879 ebenda) war ein in Paris lebender französischer Drucker und Buchhändler und gilt als der Erfinder des Phonautographen.

## Leben und Wirken
Scott de Martinville erfand 1857 das erste bekannte Gerät zur Aufzeichnung von Schall, das er „Phonautograph“ nannte. Um Schall sichtbar zu machen, verwendete der Phonautograph ein Horn, das an eine Membran angeschlossen war, die mittels einer dort befindlichen Schweinsborste auf einem handgekurbelten Zylinder eine Abbildung erstellte. Scott baute mit Hilfe von Rudolph Koenig, einem ortsansässigen Feinmechanik-Instrumentenbauer, mehrere Geräte. Im Gegensatz zu dem ähnlichen, von Thomas Alva Edison 1877 erfundenen Phonographen war der Phonautograph nicht in der Lage, die audiovisuellen Aufzeichnungen wiederzugeben. Scotts Erfindung wurde allein für wissenschaftliche Untersuchungen der Darstellung von Schallwellen verwendet, aber nicht zur Wiedergabe und Vermarktung von Tonaufnahmen, wie es später Edison praktizierte. Wegen der Anwendung als akustisches Messinstrument wurde neben den über die Luft übertragenen Schwingungen auf einer parallelen Spur die Schwingungen einer Stimmgabel aufgezeichnet. Bei der späteren Umwandlung der Linien in hörbare Töne sollte diese zweite Spur hilfreich sein, da wegen der bekannten konstanten Frequenz der Stimmgabel Schwankungen in der Tonspur herausgerechnet werden konnten.
Scott publizierte auch ein Buch über die Geschichte der Kurzschrift. In einem 20 Jahre späteren Rückblick (1878) schmähte er Edison: Dieser habe sich seine (Scotts) Methoden angeeignet und missbrauche die Aufnahmetechnik. Das Ziel sei nämlich, Sprache aufzuschreiben (Phonographie) und nicht Töne zu reproduzieren. „Was sind die Rechte des Erfinders gegenüber denen des Verbesserers?“, schrieb er weniger als ein Jahr vor seinem Tod, „Kommt, Bürger von Paris, lasst sie uns nicht unseren Preis wegnehmen.“
Im Jahr 2007 entdeckten die Historiker David Giovannoni und Patrick Feaster in den Unterlagen des französischen Patentamts zwei von Scott aufgezeichnete Phonautogramme aus den Jahren 1857 und 1859, die allerdings für eine Umwandlung in Töne grafisch zu verzerrt waren. Anfang 2008 wurden dann in den Archiven der Académie des sciences weitere Phonautogramme aus dem Jahr 1860 gefunden, die von Carl Haber und Earl Cornell vom Berkeley National Laboratory in Kalifornien rekonstruiert werden konnten. Eine dieser graphischen Aufzeichnungen datiert vom 9. April 1860 und zeigt 10 Sekunden des Volksliedes Au clair de la lune. Wegen unklarer Angaben in den Originaldokumenten wurde zunächst eine falsche Frequenz der Referenzspur angenommen, weshalb die Stimme einer Frau zugeschrieben wurde; tatsächlich ist die des Erfinders zu hören.
Ein weiterer Fund im Archiv der Société d’encouragement pour l’industrie nationale enthält Aufnahmen aus dem Herbst 1857 und ermöglichte die Rekonstruktion der frühesten Aufnahme von über die Luft übertragenen Schallwellen, eine Tonleiter gespielt auf einem Kornett.
Verschiedene Aufzeichnungen aus der Zeit von 1853 bis 1860 wurde 2015 von der UNESCO zum Weltdokumentenerbe erklärt. Diese Aufzeichnungen wurden jedoch nicht durch Frankreich eingereicht, sondern durch die Association for Recorded Sound Collections (ARSC). Das Erbe wird nicht Frankreich zugerechnet.